# Ophrys rasbachii
Ophrys rasbachii là một loài thực vật có hoa trong họ Lan. Loài này được G.Eberle mô tả khoa học đầu tiên năm 1966.